# Герб Бреста
Герб Бреста (бел. Герб Брэста) — один из официальных символов города Бреста. Герб Бреста относится к историко-геральдическим памятникам Белоруссии. Зарегистрирован в Гербовом матрикуле Республики Беларусь 1 июня 1994 г. № 1.

## Описание
В голубом поле барочного щита серебряный лук со стрелой, направленной наконечником вверх

## История
В 1390 году Брест получил Магдебургское право, однако точно не известно, какой герб использовался на городских печатях до середины XVI века. По другим сведениям, печати XV—XVII веков сохранили официальный геральдический символ — изображение четырёхугольной башни с высокой крышей, которая находится в междуречье рек Буга и Мухавца.
По сведениям А. Титова, право на получение герба Бресту было даровано великим князем Александром привилеем 1494 года: «в голубом поле серебряный лук со стрелой, направленной вверх».
Согласно привилею великого князя Сигизмунда III 1554 года, Брест получил право пользоваться гербовой печатью с изображением четырехугольной башни на красном поле на месте слияния двух рек (Западного Буга и Мухавца). Этот герб зафиксирован на печати войтовско-лавнитской коллегией городского магистрата.
Кроме этого Брест имел другую печать, о которой упоминает в своем сборнике гербов 1584 года Бартош Попроцки:
Город Брест применяет лук натянут с наложенной стрелой и с текстом вокруг: Sigillum civitat Brestensis Magni Duc Litvaniae
В гербовнике Бартоша Папроцкого «Гнездо добродетели…» (1578) также приводится герб Бреста — натянутый лук со стрелой.
В 1742—1775 гг. гербом Бреста являлся фигурный картуш, на котором отражены лук с натянутой тетивой с направленной вверх стрелой. Над картушем — корона.
После третьего раздела Речи Посполитой в 1795 году, Брест стал уездным городом Гродненской губернии, и старый герб был упразднен. Новый герб Бреста был утвержден российским императором Николаем I 6 апреля 1845 года наряду с другими городами Гродненской губернии. Этот вариант герба был образован на основе герба 1554 года. Новый герб имел следующее описание:
В верхней части щита Гродненский герб, в нижней, в голубом поле представлено слияние рек Буга и Муховца; на мысе, образованном соединением рек, поставлен круг серебряных щитов, среди которых возвышается крепостной штандарт с двуглавым орлом, в знак того, что город Брест преобразован в крепость
В конце XIX в. был создан проект нового герба Бреста: «В лазуровым щите перевернутый вилообразный серебряный крест. В вольной части герб Гродненской губернии», однако проект не был утвержден официально.
Современный герб города был утвержден Решением Брестского городского Совета народных депутатов 26 января 1991 года: «На голубом поле барочного щита серебряный лук с натянутой тетивой и стрела, направленная вверх». Зарегистрирован в Гербовом матрикуле Республики Беларусь 1 июня 1994 г. № 1.

Периодизация
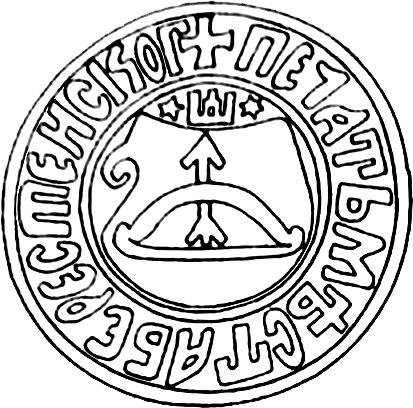
Печать города Берестья 1543–1596 гг. с луком и колюмнами
Герб города с печати войта, согласно Привилею 1554 года
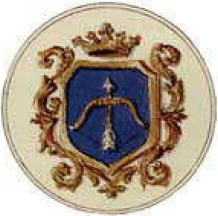
Герб 1792 года
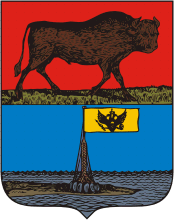
Герб Бреста 1845 года
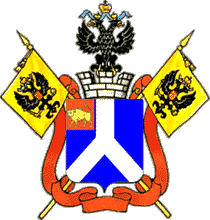
Кёне
Герб Бреста-над-Бугом (1921—1939)
Современный герб Бреста (с 1991 года)